# Yuzawa
Yuzawa (湯沢市, Yuzawa-shi) är en japansk stad i prefekturen Akita på den norra delen av ön Honshu. Den har cirka 50 000 invånare. Yuzawa fick stadsrättigheter 31 mars 1954, och staden utökades 22 mars 2005 då staden slogs samman med kommunerna
Inakawa, Minase och Ogachi.